# Sphyrospermum
Sphyrospermum é um género botânico pertencente à família Ericaceae.
É nativa da região neotropical.

## Espécies
- Sphyrospermum boekei Luteyn
- Sphyrospermum buesii A.C.Sm.
- Sphyrospermum buxifolium Poepp. & Endl.
- Sphyrospermum campanulatum Luteyn
- Sphyrospermum dissimile (S.F.Blake) Luteyn
- Sphyrospermum dolichanthum Luteyn
- Sphyrospermum flaviflorum A.C.Sm.
- Sphyrospermum glutinosum Luteyn & Pedraza
- Sphyrospermum grandiflorum Cornejo & Pedraza
- Sphyrospermum grandifolium (Hoerold) A.C.Sm.
- Sphyrospermum haughtii A.C.Sm.
- Sphyrospermum lanceolatum Luteyn
- Sphyrospermum linearifolium Al.Rodr. & J.F.Morales
- Sphyrospermum microphyllum Sleumer
- Sphyrospermum munchiqueense Luteyn
- Sphyrospermum muscicola (Hook.) A.C.Sm.
- Sphyrospermum revolutum Luteyn
- Sphyrospermum rotundifolium Luteyn
- Sphyrospermum sessiliflorum Luteyn
- Sphyrospermum sodiroi (Hoerold) A.C.Sm.
- Sphyrospermum spruceanum Sleumer
- Sphyrospermum xanthocarpum Pedraza